# Clemens Kapuuo

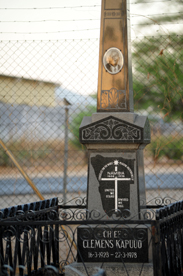
Grab von Kapuuo in Okahandja

Clemens Mutuurunge Kapuuo (* 16. März 1923 in Ozondjona za Ndjamo (Farm Teufelsbach), Südwestafrika; † 27. März 1978 in Windhoek) war ein südwestafrikanischer Politiker und traditioneller Führer der Herero im heutigen Namibia.

## Lebensweg
Kapuuo besuchte ab 1931 eine Schule in Okahandja, ehe er sechs Jahre später zur anglikanischen Schule St. Barnabas in der Old Location in Windhoek wechselte. Er wurde zum Lehrer im Stoffberg Training College im Oranje-Freistaat in der Südafrikanischen Union.
1944/45 unterrichtete Kapuuo an Grundschulen am Waterberg und in Karibib, ehe er 1946 zu St. Barnabas als Englischlehrer zurückkehrte. Von 1950 bis 1953 stand er der Vereinigung der farbigen Lehrer in Südwestafrika (South West African Coloured Teachers’ Association (SWACTA)) vor. 1958 wurde Kapuuo Mitglied der South West Africa National Union (SWANU). 1960 beendete er seine Karriere als Lehrer.
1965 gründete Kapuuo gemeinsam mit Mburumba Kerina und Hosea Kutako die NUDO, als politische Vertretung vor allem der Herero. Durch die alleinige Anerkennung der SWAPO, die ebenso wie die NUDO Teil der Parteienallianz National Convention war, als Vertretung der Namibier, wurden die Unstimmigkeiten zwischen den beiden Parteien größer.
Er gilt als Gründungsvater der größten (Stand 2020) Oppositionspartei in Namibia, der DTA, die sich unter anderem aus der NUDO formte.
Von 1970 bis 1978 war Kapuuo in Personalunion Paramount Chief aller Herero und Vorsitzender des Exekutivrates des Homelands Hereroland und damit faktisches Staatsoberhaupt des Gebietes.

## Tod
Kapuuo wurde am 27. März 1978 im Windhoeker Stadtviertel Katutura ermordet. Für das Attentat machten sich  SWAPO und die südafrikanische Verwaltung gegenseitig verantwortlich. Kapuuo wurde neben Hosea Kutako bei der Friedenskirche in Okahandja beigesetzt.